# La Ferrière (Berna)
La Ferrière es una comuna suiza del cantón de Berna, situada en el distrito administrativo del Jura bernés. Limita al norte con la comuna de Les Bois (JU), al este con Sonvilier, al sur con Renan, y al oeste con La Chaux-de-Fonds (NE).
Hasta el 31 de diciembre de 2009 situada en el distrito de Courtelary.